# Solenopsis sea
Solenopsis sea är en myrart som först beskrevs av Kusnezov 1953.  Solenopsis sea ingår i släktet eldmyror, och familjen myror. Inga underarter finns listade i Catalogue of Life.